# Stazione di Dorio

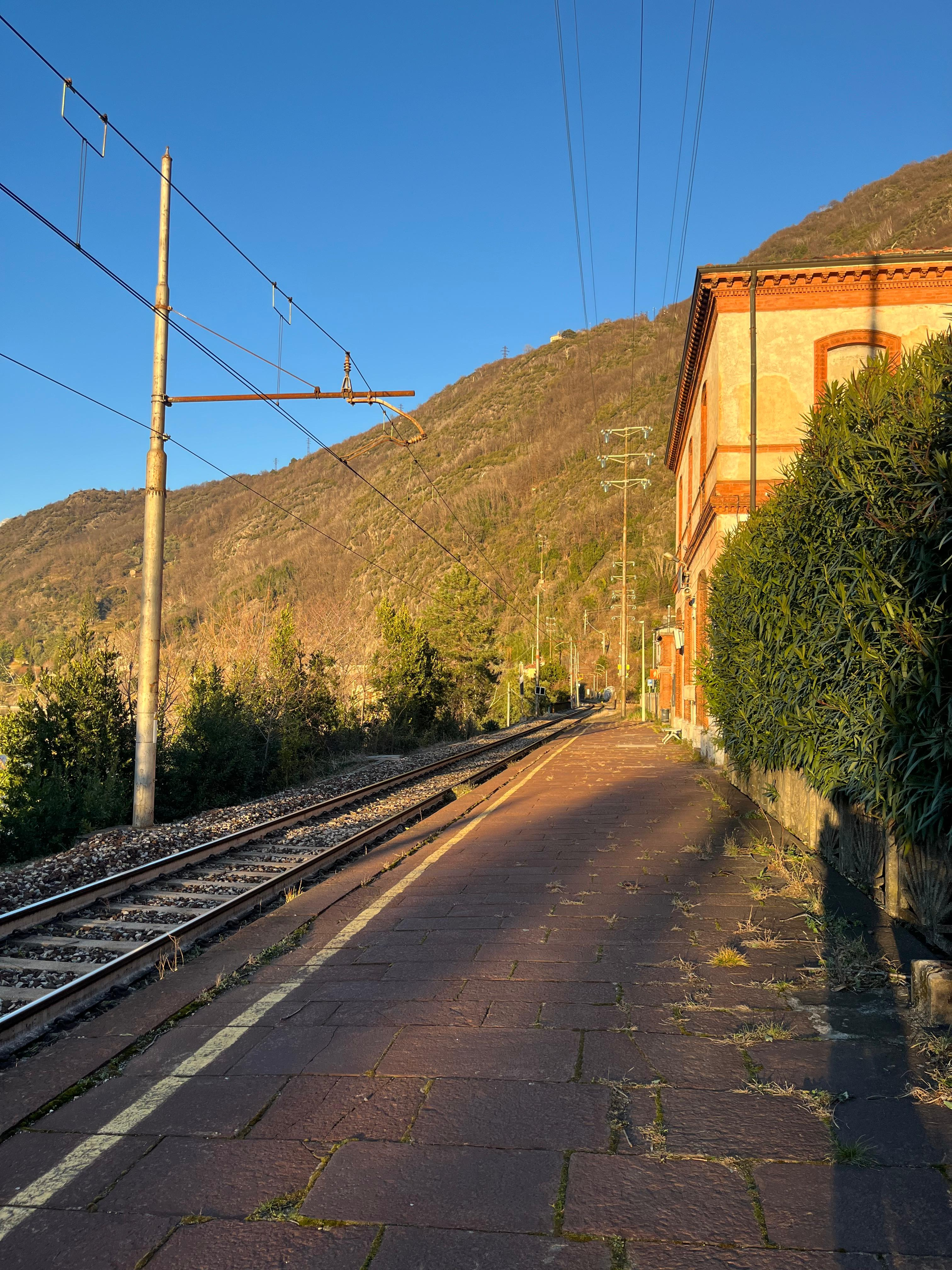
Vista del binario della stazione

La stazione di Dorio è una fermata ferroviaria posta sulla linea Tirano-Lecco, a servizio dell'omonimo comune.

## Storia
La fermata fu attivata nel 1894 all’apertura della tratta Bellano-Colico.

## Strutture ed impianti
Il fabbricato viaggiatori è un edificio a due piani in classico stile ferroviario, impreziosito dalle decorazioni in cotto tipiche della linea.
La fermata conta un unico binario per il servizio passeggeri. 

## Movimento
La stazione è servita da treni regionali della direttrice R13 Lecco-Colico-Sondrio e solo nei giorni festivi alcune corse vengono prolungate fino alla stazione di Milano Porta Garibaldi, svolti da Trenord nell'ambito del contratto di servizio stipulato con la Regione Lombardia.

## Servizi
La stazione dispone di:
- Sala d'attesa con monitor di arrivo e partenza dei treni

- Annuncio sonoro per l'arrivo, la partenza e per le informazioni sulla linea
- Parcheggio di auto, moto e biciclette
- Obliteratrice
- Servizi igienici